# Frataferne
Frataferne (in greco antico: Φραταϕέρνης?, Fratafèrnes; ... – prima del 321 a.C.) antico satrapo di Partia e Ircania.

## Biografia
Era satrapo di Partia e Ircania durante il regno di Dario III di Persia e, durante la spedizione di Alessandro Magno, nel 331 a.C. comandò le truppe delle province da lui governate durante la battaglia di Gaugamela. In seguito accompagnò il re nella sua fuga in Ircania, ma, dopo la morte di Dario, si arrese ad Alessandro Magno e sembra che fosse poco dopo reintegrato nella sua satrapia.
Arriano riporta che, durante l'avanzata di Alessandro contro Besso, Frataferne fu distaccato dal re, insieme con Erigio e Carano, per schiacciare la rivolta di Satibarzane, in Aria (329 a.C.). Raggiunse il re a Zariaspa nel 328 a.C. L'inverno successivo (328-327 a.C.), durante la permanenza di Alessandro a Nautaca, Frataferne ebbe di nuovo il compito di riportare all'ordine Autofradati, satrapo di Mardi e Tapuri. Dopo aver sconfitto i ribelli, riportò il satrapo ribelle prigioniero al re, che successivamente lo condannò a morte. Poco dopo la sconfitta di Poro, raggiunse Alessandro in India, ma sembra che sia tornato di nuovo alla sua satrapia. Successivamente inviò suo figlio Farasmane con una grande carovana di cammelli e bestie da soma carichi di provviste per la fornitura dell'esercito durante la faticosa marcia attraverso Gedrosia.
Dopo questo non è più menzionato fino a dopo la morte di Alessandro (323 a.C.). Nella prima divisione delle province conseguenti a quell'evento (spartizione di Babilonia), mantenne il suo governo, ma è probabile che morì prima della seconda spartizione di Triparadiso (321 a.C.), poiché in quella occasione troviamo la satrapia della Partia data a  Filippo, che era stato in precedenza governatore della Sogdiana.